# Quantified self
Quantified self (też lifelogging lub sousveillance) – ruch społeczny lub koncepcja, według których ludzie wykorzystują urządzenia monitorujące różnego rodzaju parametry, by w konsekwencji udoskonalać zachowanie człowieka, a także podnosić wydajność i kontrolować zdrowie.
W ramach społeczności członkowie podzielają zainteresowanie samopoznania poprzez samośledzenie (self-tracking), czyli monitorowanie i analizę swoich parametrów przy pomocy różnych urządzeń z wbudowanymi czujnikami i mikroprocesorami. Monitorowaniu mogą zostać poddawane parametry biologiczne (np. pomiar ciśnienia), fizyczne (np. masa), środowiskowe (np. temperatura powietrza), behawioralne (np. długość snu) lub parametry mieszane (np. psychofizyczne).
Najpopularniejsze aplikacje, urządzenia i technologie ubieralne dedykowane społeczności quantified self są gromadzone w formie przewodnika na stronie Quantified Self Labs. Największą popularnością cieszą się urządzenia czy aplikacje z funkcjami gospodarowania czasem, monitorowania zdrowia i aktywności fizycznej.

## Technologia
Kluczowy element dla rozwoju ruchu quantified self stanowi technologia, która wykorzystywana jest do pozyskiwania, przetwarzania, ekstrakcji i analizowania danych. Stymulatorem dla rozwoju zjawiska był wzrost rynku smartfonów i szybko rosnąca liczba ich użytkowników od 2011 roku, a także spopularyzowanie smartwatchów na rynku. Smartfony stanowią w głównej mierze monitory dla aplikacji powiązanych z technologiami ubieralnymi (ang. wearable technologies), które są bezpośrednio odpowiedzialne za odczytywanie parametrów. Wizualizacja parametrów poprzez wykorzystanie monitora, aplikacji i przyjazny interfejs ma na celu ułatwienie odczytu parametrów i interpretację, co do tej pory możliwe było jedynie z pomocą specjalistów (np. lekarzy) lub dzięki posiadaniu specjalistycznej wiedzy.
W koncepcji quantified self istotną rolę odgrywa również big data, czyli zbiory danych, które dzięki przetwarzaniu informacji w chmurze obliczeniowej umożliwia użytkownikom analizowanie swoich nawyków, zrozumienie wzorców aktywności i wpływanie na nie.
Koncepcja quantified self może zostać również rozszerzona i skumulowana do poziomu populacji, gdzie pomiarowi parametrycznemu poddawani są mieszkańcy i instytucje, by ostatecznie podnosić jakość życia zbiorowości wykorzystując podejście w oparciu o dane. W obliczu tak dużego strumienia prywatnych danych konieczne jest zapewnienie bezpieczeństwa i wstępne myślenie o formułowaniu praw do decydowania o wykorzystywaniu i przetwarzaniu danych osobowych czy neuronowych w określonych celach.

## Historia

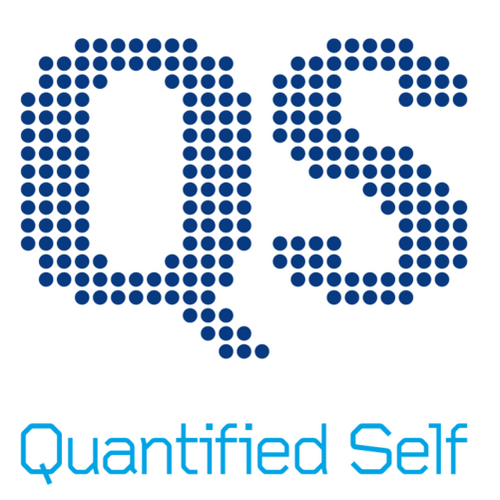
Logo Quantified Self Labs, przedsiębiorstwa założonego przez G. Wolfa i K. Kelly’ego, które organizuje m.in. konferencje.

W 2007 roku redaktorzy czasopisma „Wired”, Kevin Kelly i Gary Wolf, założyli bloga o nazwie Quantified Self, a także organizowali nieformalne spotkania podejmując rozmowy z entuzjastami technologii zainteresowanymi autoanalityką i podnoszeniem swojej wydajności. Pierwsze formalne spotkanie grupy Quantified Self zostało zorganizowane we wrześniu 2008 roku w San Francisco, podczas którego dyskutowano nad potencjałem kontrolowania parametrów psychofizycznych czy istotą wizualizacji danych pochodzących z autoanalityki. We wrześniu 2010 roku Wolf wygłosił mowę na temat ruchu quantified self podczas TED Talks, dzięki czemu idea zyskała jeszcze większy rozgłos.
Rosnące zainteresowanie wokół ruchu quantified self doprowadziło do stworzenia dedykowanej strony internetowej z rekomendacjami na temat organizowania spotkań społeczności w różnych lokalizacjach, co doprowadziło do rozszerzenia sieci do liczby 105 grup działających na całym świecie w 2014 roku, skupiających ponad 10 tysięcy członków. Działalność Kelly’ego i Wolfa funkcjonuje obecnie pod szyldem organizacji Quantified Self Labs. 28 września 2012 roku stworzono pierwszy i dotąd jedyny Instytut Quantified Self (The Quantified Self Institute) przy współpracy z Quantified Self Labs, który skupia się na prowadzeniu badań, edukacji oraz testowaniu technologii ubieralnych.